# 南潾州
南潾州，是唐代初期析巴縣地所設置的一個州，轄樂溫縣及溫山縣，後皆併入涪州。在今之重慶市長壽區、涪陵區一帶。